# Fred Steiner
Fred Steiner (Nueva York, Estados Unidos, 24 de febrero de 1923 - Ajijic, Jalisco, México, 23 de junio de 2011) fue un compositor, conductor, orquestador y arreglista para televisión, radio y cine estadounidense. Recibió una licenciatura en composición musical de Oberlin Conservatory of Music en 1943. Se le concedió un doctorado honorario en música en Oberlin College en 2007.

## Radio
Como compositor para la radio, los créditos de Steiner incluyen en la serie On Stage, BCS Radio Workshop, Suspense y This is Your FBI.

## Trabajo musical
Tiene un doctorado en Musicología de la Universidad del Sur de California (1981). Su tesis fue sobre la carrera temprana del compositor Alfred Newman.

## Vida personal
Steiner fue el padre de la cantante y compositora Wendy Waldman. Steiner falleció el 23 de junio de 2011, después de sufrir un derrame cerebral.

## Premios y nominaciones
Premios Óscar
| Año  | Categoría                   | Película         | Resultado |
| ---- | --------------------------- | ---------------- | --------- |
| 1986 | Mejor banda sonora original | El color púrpura | Nominado  |